# Důl Hluboka
Hluboka je důl, který se nachází na jichovýchodě Ukrajiny v Doněcké oblasti. Předpokládaná celková výtěžnost dolu se odhadovala na 23,3 milionu tun černého uhlí v roce 2021. V průměru ročně měli havíři vytěžit kolem 647 tisíc tun uhlí.